# Излетишта у долини Требишњице
Излетишта у долини Требишњице приказана на овој страници су приородне и туристичке дестинације у околини Требиња у Републици Српској у Босни и Херцеговини кроз које протиче река Требишњица - једна од највећих понорница у Европи, у надземном делу дугом 98 km, (који са подземним токовима избоси 187 km.) Воде Требишњице након што протичу кроз Гатачко, Церничко и Фатничко поље, у понорима се губе и поново извиру јужно од Билеће под именом Требишњица. Воде реке Требишњице се појављују и као извор дубровачке реке Омбле, а највећи део вода отиче подземним током у Неретву. Трагови људског постојања старијег од 40.000 година могу се наћи дуж њеног тока, од Црвене стијене у Црној Гори, преко тулума око Поповог поља, па све до ранохришћанских одлика значајних за православну традицију.

## Списак излетишта

### Излетиште Ластва
Сештено је на обалама Ластванског језера, у близини насеља Ластва, које се у историји први пут спомиње у 11 веку. Налази се на око 12 од Требиња. Током периода ниског водостаја, из језера се појављују остаци камених кућа и других зграда „потопљених“ формирањем акумулације.  Овај детаљ поред великог гвозденог моста у Ластви употпуњује лепоту језерског пејзажа.
Излетиште посећује велики број риболовцима и љубитеља природе који у њему уживају у риболови и природи.
Излетиште поседује природни и вештачки изграђени базени, а на Ластванског језеру се одвијају бројни спортско-рекреативним садржаји.
Због богатства рибом Ластванско језеро је омиљена дестинација риболоваца из целе Босне и Херцеговине и шире.

### Излетиште Јазина
Ово излетиште је друго познато требињско излетиште које туристи и мештани Требиња посећују током целе године, а највише у летњем периоду због могућност купања, сунчања и одмора у природи под ведрим небом. Одмах до плаже налази се мотел "Јазина" са 24 кревета, рестораном и летњом баштом.
Удаљено је 16,4 км од Требиња, а налази се на највећем природном базену реке Сушице. Купалиште овог излетишта ради у склопу хотела  “Jazina club”.

### Излетиште Студенац
Излетиште се налази око извора Студенац на реци Требишњици, на најлепшем делу њеног кратког природног тока.  Удаљено је око 2,5 км од Требиња.
У његовом  окружењу и данас постоји један од старих долапа, што излетишту даја посебну лепоту и обогаћује туристичку понуду.
Сапада у најлепшу локацију за излетнике у непосредној близини града Требиња, па зато требињци од памтивека користе ову локацију за излете, пикнике, а наставници требињских школа за школе у природи итд.

### Излетиште Зубачка Убла
убачка Убла која се налази 25 km од Требиња,  у масиву Орјена на око 1.100  m.n.v.  уз Студенац једно је од најомиљенијих излетишта локалног становништва.
У њеми се традиционално одржава манифестација под називом  “Из устанка ницаше слобода” посвећена очувању народне традиције и обичаја са богатим културно-уметничким програмом. Поред тога сваког викенда локална туристичка организација организује  бројне култуене  и спортске садржаје.
Зубачка Убла за разлику од других излетишта, јер се налази на падинама Орјена на око 1.100  m.n.v. пружа и могућности бављења зимским спортовима.